# バントゥー教育法
バントゥー教育法（Bantu Education Act：1953年第47号法案、Act No. 47 of 1953）は南アフリカ共和国のアパルトヘイト法の一つ。原住民（南アフリカの黒人）に対する教育を国家による統制下に置くと共に、バントゥー教育と一般に呼ばれる人種主義的な教育体制を形成した。

## 背景
1950年代初頭まで、南アフリカの黒人に対する教育は、政府の補助金を受けたキリスト教系の宗教団体によるミッション・スクールによるものが中心であった。第二次世界大戦の頃から、南アフリカの産業発展と黒人居留地であったホームランドにおける農業の崩壊とによって、黒人の急激な都市化が進展した。他の行政サービスと同様にミッション・スクールによる教育体制は膨れ上がる黒人人口に対する教育を提供するには量的に全く不十分であった。結果として都市の黒人若年層の多くは全く教育を受ける機会が無いまま成長する場合が多く、産業界が求める中堅技能労働者となり得る教育を受けた労働力が都市で十分に供給されていなかった。1939年段階で何らかの学校教育を受ける機会に恵まれた黒人児童は30パーセントに満たない。また、無教育の黒人たちは「手に負えない程凶悪」になり、犯罪を増加させる要因であると政府関係者は判断していた。更に従来のミッション・スクールが反体制的な黒人エリートの形成に影響しているという非難もあった。
1920年代から1940年代にかけての時期は南アフリカにおけるアパルトヘイトの萌芽期であり、人種隔離的な各種の法律が相次いで成立していた。黒人に対する教育行政の方針もこれと動きを同じくしており、1935年から1936年にかけての原住民教育特別委員会は「白人児童の教育は支配者の社会での生活を準備し、黒人児童の教育は被支配者の社会での生活を準備するものである。」とする答申を出している。1949年に設置された原住民教育委員会は、宗教的知識と態度の育成と、バントゥー語（原住民部族語）による教育の2点を中心とすべきとする報告書を1951年に提出している。宗教的知識と態度とは「オランダ改革派の教義に基づき『パース（主人）』としての白人の優位性を認め、奴隷としての自己を宿命論的に容認すること」（柿沼秀雄）であり、バントゥー語教育とは、黒人を各部族語で教育することで一体性を持った集団としての意識を持たせないことに主眼を置いた物であった。

## 成立
こうした認識を背景に当時の原住民担当省大臣であったヘンドリック・フルウールトは原住民を「黒いイギリス人に変えてしまおうとしている」ミッション・スクールを中心とした教育体制を、大規模かつ経済的な運営ができるものに置き換えようと考えた。この方針を達成するため1953年に成立したのがバントゥー教育法（1953年第47号法案、Act No. 47 of 1953）である。この法律の第9条は登録された学校以外で教会が黒人児童のための学校を運営することを禁止しており、補助金の打ち切りと合わせた圧力によって大半のミッション・スクールが学校の管理運営を政府に移譲した。
この法律によって南アフリカの国民党政府は、州政府・教会から黒人の公教育支配を接収すると共に、私立学校の存続を事実上不可能なものとし、厳格な国家管理の下での黒人教育体制を確立を目指した。その後追加された関連法案も含め、この法律を契機にバントゥー教育と呼ばれる教育体制が南アフリカで成立していった。この教育体制の下、黒人の就学者数は1955年からの10年間で約100万人から200万人へと倍増した。黒人に対する教育体制の確立は、特に都市部が優先された。政府側ではバントゥー教育を通じて都市の若年層を収容・管理し、無教育による犯罪の増加や、反政府的な教育による政治闘争を抑え込む社会管理機構を作り上げたと見なされ、野党の白人リベラルからも支持を得た。
だが、バントゥー教育の下での黒人の教育環境は短期間のうちに悪化した。1953年のバントゥー教育法では、施行に伴う費用の増加を黒人からの納税額の増加で埋める事とされていた。1955年にはバントゥー教育への年間国家負担額は1,300万ランドとされ、1972年まで全く変更されなかった。一方で就学年齢の黒人児童の数は激増したため、児童一人当たりの教育予算は右肩下がりとなり、劣悪な校舎、教員の不足、資材の劣化の問題が深刻化した。更にその後の政府の方針は可能な限り費用を削減するというものであり、教員の削減により一人の教師が一日に二つまたは三つのクラスを受け持つことが常態化し、給食費の削減のために寄宿学校が通常学校に切り替えられていった。このため白人児童と黒人児童の校舎や施設には大きな差があり、黒人のそれははっきりと見劣りしていた。
また、バントゥー語による教育は生徒の学習に大きな問題をもたらした。コーサ語やズールー語のようなバントゥー語は従来ミッション・スクールで使用されていた英語と異なり、近代的な学術概念を表現するための語法が整備されておらず、教師たちは教育に大きな困難を感じた。また、高等教育は英語またはアフリカーンス語で行われていたが、バントゥー語の初等教育を受けて過ごした生徒たちは高等教育への適応が困難となった。

## 抵抗運動と結果
バントゥー教育に失望した教師たちの間からは辞職するものも多くでた。当時教職にあり、後に反アパルトヘイト活動家として大きな役割を果たすデズモンド・ツツもこの時職を辞している。また、アフリカ民族会議（ANC）は1955年から1956年にかけて小学生による学校のボイコットを行わせ、学校の授業を代替する「文化クラブ」を設置した。これらのキャンペーンはかなりの成果をあげたが、最終的には資産の不足と、黒人の親たちからの支持の喪失によって挫折した。曲がりなりにも教育を受ける機会を提供し、「修了証書」を正式に発効するバントゥー学校へ子供を就学させることを選択する黒人の親が数多くいたため、ANCは運動への支持を維持することができなかった。バントゥー教育法の施行当初、自身が教育を受けたことの無い黒人の親たちの中には、政府が教育制度を整備したことを好意的に受け取っていた者が少なくなかったことを示す記録が残されている。ある女性教師は「（地域の人々は）バンツー語の使用によって勉強がやりやすくなることはいいことだと思っていたのです。」と証言している。また、奴隷的教育か無教育かという究極の選択を迫られるなかで、「腐りきった教育もないよりはマシだ」と言う絶望的な感覚も存在した。1956年末には主要な抵抗運動は終わり、結果的に南アフリカ政府は1960年代にはバントゥー教育制度を安定させることができた。だが、社会学者のジョナサン・ヘイスロップは、大衆規模の教育制度の普及は政府の意図とは別に、1970年代の黒人の若者たちの政治化の土壌をも用意することになったと評している。